# John Hardy (1835–1913)
John Hardy (ur. 19 września 1835 w Szkocji, zm. 9 grudnia 1913 w Nowym Jorku) – amerykański polityk, członek Partii Demokratycznej.

## Działalność polityczna
W 1861 zasiadał w New York State Assembly. W okresie od 5 grudnia 1881 do 3 marca 1885 przez dwie kadencje był przedstawicielem 9. okręgu wyborczego w stanie Nowy Jork w Izbie Reprezentantów Stanów Zjednoczonych.